# Distretto di Korec'
Il distretto di Korec' (in ucraino Корецький район?, Korec'kyj rajon) era un distretto dell'Ucraina, situato nell'oblast' di Rivne, con capoluogo Korec'. È stato soppresso in seguito alla riforma amministrativa del 2020.